# 任建新 (法官)
任建新（1925年8月—2024年9月21日），中国共产黨、中华人民共和国法官及政治人物，原副国级领导人。山西襄汾人，北京大学工学院化学工程系肄业。曾任中共第十三、十四届中央委员，中华人民共和国最高人民法院院长，第十四届中共中央书记处书记、中共中央政法委书记，第九届全国政协副主席等职；也曾任北京大学、中国人民大学兼职教授。

## 生平
任建新1948年从北京大学工学院化学工程系肄业，同年6月加入中国共产党；在华北人民政府担任秘书工作。
中华人民共和国成立后，先后在中共中央政法委员会办公厅、中央人民政府法制委员会、国务院司法局担任秘书工作；1959年，调中国国际贸易促进委员会。在“文化大革命”中‘靠边站’，后下放“五七干校”劳动。1972年恢复工作后，历任中国国际贸易促进委员会法律部处长、法律部部长，中国贸促会副主任、党组副书记；1983年，出任最高人民法院常务副院长、党组副书记、审判委员会委员；1988年4月，升任最高人民法院院长、党组书记、审判委员会委员中央政法领导小组成员兼秘书长，中共中央政法委员会副书记兼秘书长，中央社会治安综合治理委员会副主任。
1992年7月，在中国共产党第十四届中央委员会第一次全体会议上，当选中央书记处书记；同时，兼任中央政法委员会书记、中央社会治安综合治理委员会主任，并继续担任最高人民法院院长。1998年3月当选第九届全国政协副主席，至2003年十届全国人大一次会议后卸任全国政协副主席退休。
2024年9月21日，任建新因病在北京逝世，享年99岁。9月25日，任建新遗体在北京市八宝山革命公墓火化，习近平等党和国家领导人出席遗体告别仪式。
妻牛立志，清末东北富商、京剧科班富连成社创办人牛子厚孙女。

## 著作
- 2005年5月，为纪念任建新从事中国政法工作50周年，人民法院出版社从任建新过去的文章、讲话中精选编辑出版了《政法工作五十年—任建新文选》一书。